# Eulechria encratodes
Espèce
Eulechria encratodes est une espèce de lépidoptère de la famille des Oecophoridae.
On le trouve en Australie.

## Galerie

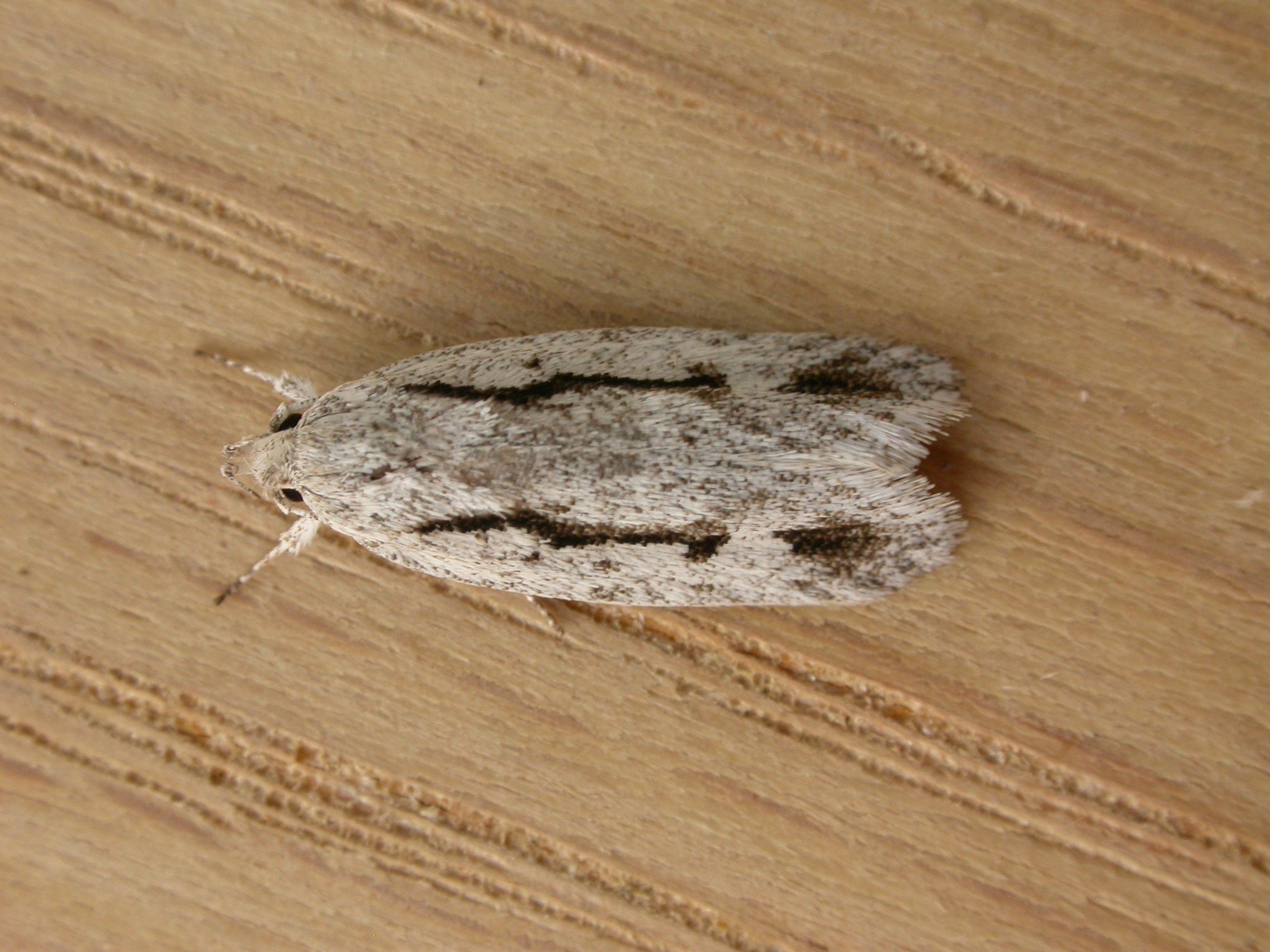